# Выездкино (Ярославская область)
Выездкино – деревня на территории Николо-Кормской сельской администрации Покровского сельского поселения Рыбинского района Ярославской области . 
Деревня расположена на расстоянии около 500 м на запад от посёлка Великий Мох, на расстоянии около 6-7 км от автомобильной дороги Р-104 Углич–Рыбинск, на восток от расположенного на дороге села Никольское. Дорога к деревне идёт на юго-восток от северо-восточной окраины села Никольского, по правому берегу реки Корма, проходит мимо деревни Григорково, пересекает приток Кормы Крюковку и далее следует по левому берегу Крюковки через Липки и Мешково. От Мешково через Выездкино дорога выходит на Великий Мох. Отсутствие транспортного сообщения с этим посёлком представляет серьёзную проблему, планируется строительство новой дороги на Великий Мох через Мешково и Липки. Это позволяет частично использовать уже существующие на этом направлении участки дорог . 
На плане Генерального межевания Рыбинского уезда 1792 года указана как деревня Выскина.
На 1 января 2007 года в деревне числился 1 постоянный житель . По почтовым данным в деревне 8 домов .
Транспортная связь по дороге Р104 на участке Рыбинск–Углич, автобус связывает деревню с Рыбинском, Мышкиным и Угличем. Администрация сельского поселения и центр врача общей практики находится в посёлке Искра Октября, почтовое отделение в селе Покров  (оба по дороге в сторону Рыбинска).